# خان باب المعظم
خان باب المعظم هو أحد خانات بغداد، كان موقعه على شارع المستشفى (الجمهوري) وقد استأجره أحد تجار بغداد ليكون مكاناً لتجارته.